# Aeroportul Internațional Mehrabad
Aeroportul Internațional Mehrabad (în persană فرودگاه مهرآباد‎‎) (IATA: THR, ICAO: OIII) este un aeroport din  ce deservește zona Teheran. Aeroportul a fost tranzitat în mai 2019 de 1.245.000 de pasageri. A fost deschis în  și numit după zona deservită.
Situat la o altitudine de , aeroportul dispune de 0 piste. Este operat de .

## Infrastructură

### Piste
Aeroportul dispune de 2 piste. Pista 11L/29R are suprafața de asfalt și dimensiunile 3.992 m × 45 m. Pista 11R/29L are suprafața de asfalt și dimensiunile 4.038 m × 60 m. 